# هبوط (فیلم)
هبوط فیلمی به کارگردانی  و نویسندگی احمدرضا معتمدی محصول سال ۱۳۷۲ است.

## بازیگران
- داریوش ارجمند
- گلچهره سجادیه
- غلامحسین لطفی
- جهانگیر الماسی
- نادر رجب‌پور